# 筑摩郡
- 令制国一覧 > 東山道 > 信濃国 > 筑摩郡
- 日本 > 中部地方 > 長野県 > 筑摩郡

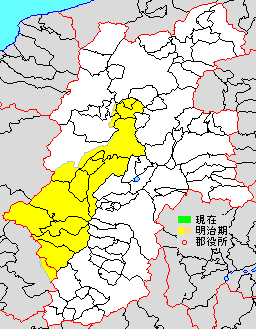
長野県筑摩郡の範囲

筑摩郡（つかまぐん、ちくまぐん）は、長野県（信濃国）にあった郡。

## 郡域
現在の下記の区域にあたるが、行政区画として画定されたものではない。
- 塩尻市、木曽郡の全域
- 松本市の大部分（島内・梓川倭・梓川梓・梓川上野・安曇を除く）
- 安曇野市の一部（豊科田沢・豊科光・明科光・明科中川手・明科東川手）
- 東筑摩郡の大部分（生坂村のうち東陸郷・東広津を除く）
- 岐阜県中津川市の一部（山口・馬籠・神坂）

信濃国内では伊那郡に次ぐ広大な面積を有した。

## 歴史
国府があったと推定される、現在の松本市を中心とした地域。大宝律令によって束間評から筑摩郡と改められた。二十巻本の和名類聚抄（巻5・17）には万葉仮名で「豆加萬（つかま）」と訓が記載されており、延喜式（巻10）でも「つかまのこおり」となっている。古来「つかま」と呼ばれていたが、明治時代に「ちくま」に変更された（「ちくま」と読む例自体は江戸時代の『和漢三才図会』に見える）。しかし、松本市内の町丁や筑摩神社、市立筑摩小学校のように「つかま」の名も残る。郷名は良田・崇賀・辛犬・錦服・山家・大井と記述されている。
木曽地域は鎌倉時代に美濃国恵那郡から編入された部分である（戦国時代初期とする説もある）。また、古代には麻績郷を含む筑北盆地（虚空蔵山以北）は更級郡に属していた。また平安時代以降、安曇郡前科郷のうち犀川以東（川手地方）が編入されたと見られる。郡衙の位置は未詳だが、松本市が最有力と見られる。天平勝宝4年（752年）には郡司大領に他田国麻呂の名が見える。
後白河院政時代の荘園として、捧中村荘・捧北条荘（八条院領）、洗馬荘（蓮華王院領）、桐原荘（知行主不明）、岡田郷・浅間社（岩清水八幡宮領）、会田御厨・麻績御厨（伊勢神宮領）、北内牧・南内牧・大野牧（左馬寮領）が見える。

### 式内社
『延喜式』神名帳に記される郡内の式内社。
| 神名帳     | 神名帳      | 神名帳 | 神名帳 | 比定社   | 比定社                 | 比定社         | 集成 |
| 社名       | 読み        | 格     | 付記   | 社名     | 所在地                 | 備考           | 集成 |
| ---------- | ----------- | ------ | ------ | -------- | ---------------------- | -------------- | ---- |
| 筑摩郡 3座 |             |        |        |          |                        |                |      |
| 岡田神社   | ヲカタノ    | 小     |        | 岡田神社 | 長野県松本市岡田下岡田 |                |      |
| 沙田神社   | イサコタノ  | 小     |        | 沙田神社 | 長野県松本市島立       | （信濃国三宮） |      |
| 阿禮神社   | アレイ アレ | 小     |        | 阿禮神社 | 長野県塩尻市塩尻町     |                |      |
| 凡例を表示 |             |        |        |          |                        |                |      |

### 近世以降の沿革
所属町村の変遷は東筑摩郡#郡発足までの沿革、木曽郡#郡発足までの沿革をそれぞれ参照
- 17世紀後半 - 犬飼村・小宮村・上平瀬村・下平瀬村・ 稲核（いねこき）村・大野川村が安曇郡に編入。
- 「旧高旧領取調帳」に記載されている明治初年時点での支配は以下の通り。下記のほか寺社領が存在。国名のあるものは飛地領。（1町237村）
  - 後の東筑摩郡域（1町205村） - 幕府領（松本藩預地、飯島代官所）、松本藩、高遠藩、高島藩
  - 後の西筑摩郡域（32村） - 尾張名古屋藩
- 慶応4年2月17日（1868年3月10日） - 幕府領の一部（飯島代官所）が名古屋藩の管轄となる。
- 明治2年2月30日（1869年4月11日） - 幕府領の一部（飯島代官所）が伊那県の管轄となる。
- 明治3年 - このころ幕府領（松本藩預地）が伊那県の管轄となる。
- 明治4年
  - 7月14日（1871年8月29日） - 廃藩置県により藩領が松本県、高遠県、高島県、名古屋県の管轄となる。
  - 9月 - 名古屋県の管轄区域が伊那県の管轄となる。
  - 11月20日（1871年12月31日） - 第1次府県統合により全域が筑摩県の管轄となる。
- 明治9年（1876年）8月21日 - 第2次府県統合により長野県の管轄となる。
- 明治12年（1879年）1月4日 - 郡区町村編制法の長野県での施行により、筑摩郡のうち、北深志町（松本）ほか2町44村の区域に東筑摩郡が、福島村ほか24村の区域に西筑摩郡（現・木曽郡）がそれぞれ行政区画として発足。同日筑摩郡消滅。